# Eleições legislativas portuguesas de 1980 no distrito de Bragança
| Eleições legislativas portuguesas de 1980 Distritos: Aveiro \| Beja \| Braga \| Bragança \| Castelo Branco \| Coimbra \| Évora \| Faro \| Guarda \| Leiria \| Lisboa \| Portalegre \| Porto \| Santarém \| Setúbal \| Viana do Castelo \| Vila Real \| Viseu \| Açores \| Madeira \| Estrangeiro |

## Resultados por Concelho
Os resultados nos concelhos do Distrito de Bragança foram os seguintes:

### Alfândega da Fé
| Partido                 | Partido                           | Votos | %               | +/-  |
| ----------------------- | --------------------------------- | ----- | --------------- | ---- |
|                         | Aliança Democrática               | 2 932 | 62,92 / 100,00  | 2,06 |
|                         | Frente Republicana e Socialista   | 987   | 21,18 / 100,00  | 0,75 |
|                         | Aliança Povo Unido                | 347   | 7,45 / 100,00   | 0,09 |
|                         | Partido Socialista Revolucionário | 52    | 1,12 / 100,00   | 0,23 |
|                         | Outros                            | 146   | 3,13 / 100,00   |      |
| Votos Inválidos         | Votos Inválidos                   | 196   | 4,21 / 100,00   | 0,22 |
| Total                   | Total                             | 4 660 | 100,00 / 100,00 |      |
| Eleitorado/Participação | Eleitorado/Participação           | 5 682 | 82,01 / 100,00  | 4,47 |

### Bragança
| Partido                 | Partido                           | Votos  | %               | +/-  |
| ----------------------- | --------------------------------- | ------ | --------------- | ---- |
|                         | Aliança Democrática               | 12 764 | 62,91 / 100,00  | 5,09 |
|                         | Frente Republicana e Socialista   | 4 981  | 24,55 / 100,00  | 0,89 |
|                         | Aliança Povo Unido                | 914    | 4,50 / 100,00   | 1,39 |
|                         | Partido Socialista Revolucionário | 224    | 1,10 / 100,00   | 0,20 |
|                         | União Democrática Popular         | 206    | 1,02 / 100,00   | 1,29 |
|                         | Outros                            | 609    | 3,01 / 100,00   |      |
| Votos Inválidos         | Votos Inválidos                   | 591    | 2,91 / 100,00   | 0,89 |
| Total                   | Total                             | 20 289 | 100,00 / 100,00 |      |
| Eleitorado/Participação | Eleitorado/Participação           | 25 122 | 80,76 / 100,00  | 4,16 |

### Carrazeda de Ansiães
| Partido                 | Partido                           | Votos | %               | +/-  |
| ----------------------- | --------------------------------- | ----- | --------------- | ---- |
|                         | Aliança Democrática               | 4 466 | 69,69 / 100,00  | 5,65 |
|                         | Frente Republicana e Socialista   | 1 209 | 18,87 / 100,00  | 3,03 |
|                         | Aliança Povo Unido                | 206   | 3,21 / 100,00   | 0,48 |
|                         | POUS-PST                          | 69    | 1,08 / 100,00   | -    |
|                         | Partido Socialista Revolucionário | 68    | 1,06 / 100,00   | 0,05 |
|                         | Outros                            | 158   | 2,47 / 100,00   |      |
| Votos Inválidos         | Votos Inválidos                   | 232   | 3,62 / 100,00   | 0,50 |
| Total                   | Total                             | 6 408 | 100,00 / 100,00 |      |
| Eleitorado/Participação | Eleitorado/Participação           | 7 844 | 81,69 / 100,00  | 4,58 |

### Freixo de Espada à Cinta
| Partido                 | Partido                         | Votos | %               | +/-  |
| ----------------------- | ------------------------------- | ----- | --------------- | ---- |
|                         | Aliança Democrática             | 1 855 | 54,08 / 100,00  | 5,33 |
|                         | Frente Republicana e Socialista | 1 065 | 31,05 / 100,00  | 1,76 |
|                         | Aliança Povo Unido              | 260   | 7,58 / 100,00   | 0,61 |
|                         | Outros                          | 157   | 4,58 / 100,00   |      |
| Votos Inválidos         | Votos Inválidos                 | 93    | 2,71 / 100,00   | 1,49 |
| Total                   | Total                           | 3 430 | 100,00 / 100,00 |      |
| Eleitorado/Participação | Eleitorado/Participação         | 4 301 | 79,75 / 100,00  | 2,04 |

### Macedo de Cavaleiros
| Partido                 | Partido                           | Votos  | %               | +/-  |
| ----------------------- | --------------------------------- | ------ | --------------- | ---- |
|                         | Aliança Democrática               | 8 181  | 70,61 / 100,00  | 4,15 |
|                         | Frente Republicana e Socialista   | 1 966  | 16,97 / 100,00  | 1,02 |
|                         | Aliança Povo Unido                | 487    | 4,20 / 100,00   | 0,85 |
|                         | Partido Socialista Revolucionário | 126    | 1,09 / 100,00   | 0,19 |
|                         | Outros                            | 503    | 4,34 / 100,00   |      |
| Votos Inválidos         | Votos Inválidos                   | 323    | 2,79 / 100,00   | 1,04 |
| Total                   | Total                             | 11 586 | 100,00 / 100,00 |      |
| Eleitorado/Participação | Eleitorado/Participação           | 14 611 | 79,30 / 100,00  | 6,56 |

### Miranda do Douro
| Partido                 | Partido                           | Votos | %               | +/-  |
| ----------------------- | --------------------------------- | ----- | --------------- | ---- |
|                         | Aliança Democrática               | 3 592 | 62,73 / 100,00  | 3,46 |
|                         | Frente Republicana e Socialista   | 1 200 | 20,96 / 100,00  | 0,61 |
|                         | Aliança Povo Unido                | 188   | 3,28 / 100,00   | 1,10 |
|                         | União Democrática Popular         | 120   | 2,10 / 100,00   | 1,21 |
|                         | POUS-PST                          | 91    | 1,59 / 100,00   | -    |
|                         | Partido Socialista Revolucionário | 73    | 1,27 / 100,00   | 0,16 |
|                         | Outros                            | 145   | 2,53 / 100,00   |      |
| Votos Inválidos         | Votos Inválidos                   | 317   | 5,54 / 100,00   | 0,75 |
| Total                   | Total                             | 5 726 | 100,00 / 100,00 |      |
| Eleitorado/Participação | Eleitorado/Participação           | 7 339 | 78,02 / 100,00  | 4,21 |

### Mirandela
| Partido                 | Partido                           | Votos  | %               | +/-  |
| ----------------------- | --------------------------------- | ------ | --------------- | ---- |
|                         | Aliança Democrática               | 9 747  | 62,36 / 100,00  | 2,34 |
|                         | Frente Republicana e Socialista   | 3 522  | 22,53 / 100,00  | 0,03 |
|                         | Aliança Povo Unido                | 1 050  | 6,72 / 100,00   | 0,26 |
|                         | POUS-PST                          | 174    | 1,11 / 100,00   | -    |
|                         | Partido Socialista Revolucionário | 163    | 1,04 / 100,00   | 0,13 |
|                         | Outros                            | 445    | 2,84 / 100,00   |      |
| Votos Inválidos         | Votos Inválidos                   | 530    | 3,39 / 100,00   | 0,68 |
| Total                   | Total                             | 15 631 | 100,00 / 100,00 |      |
| Eleitorado/Participação | Eleitorado/Participação           | 19 470 | 80,28 / 100,00  | 4,62 |

### Mogadouro
| Partido                 | Partido                           | Votos  | %               | +/-  |
| ----------------------- | --------------------------------- | ------ | --------------- | ---- |
|                         | Aliança Democrática               | 6 142  | 71,61 / 100,00  | 2,31 |
|                         | Frente Republicana e Socialista   | 1 504  | 17,54 / 100,00  | 0,47 |
|                         | Aliança Povo Unido                | 241    | 2,81 / 100,00   | 0,76 |
|                         | Partido Socialista Revolucionário | 86     | 1,00 / 100,00   | 0,01 |
|                         | Outros                            | 345    | 4,02 / 100,00   |      |
| Votos Inválidos         | Votos Inválidos                   | 259    | 3,02 / 100,00   | 0,09 |
| Total                   | Total                             | 8 577  | 100,00 / 100,00 |      |
| Eleitorado/Participação | Eleitorado/Participação           | 10 678 | 80,32 / 100,00  | 4,07 |

### Torre de Moncorvo
| Partido                 | Partido                           | Votos  | %               | +/-  |
| ----------------------- | --------------------------------- | ------ | --------------- | ---- |
|                         | Aliança Democrática               | 4 883  | 60,64 / 100,00  | 7,07 |
|                         | Frente Republicana e Socialista   | 2 138  | 26,55 / 100,00  | 3,55 |
|                         | Aliança Povo Unido                | 381    | 4,73 / 100,00   | 1,61 |
|                         | Partido Socialista Revolucionário | 91     | 1,13 / 100,00   | 0,16 |
|                         | POUS-PST                          | 83     | 1,03 / 100,00   | -    |
|                         | Outros                            | 238    | 2,96 / 100,00   |      |
| Votos Inválidos         | Votos Inválidos                   | 239    | 2,97 / 100,00   | 1,19 |
| Total                   | Total                             | 8 053  | 100,00 / 100,00 |      |
| Eleitorado/Participação | Eleitorado/Participação           | 10 356 | 77,76 / 100,00  | 4,81 |

### Vila Flor
| Partido                 | Partido                           | Votos | %               | +/-  |
| ----------------------- | --------------------------------- | ----- | --------------- | ---- |
|                         | Aliança Democrática               | 3 382 | 62,84 / 100,00  | 4,95 |
|                         | Frente Republicana e Socialista   | 1 121 | 20,83 / 100,00  | 0,89 |
|                         | Aliança Povo Unido                | 301   | 5,59 / 100,00   | 2,50 |
|                         | PCTP/MRPP                         | 88    | 1,64 / 100,00   | 0,49 |
|                         | União Democrática Popular         | 75    | 1,39 / 100,00   | 0,93 |
|                         | POUS-PST                          | 64    | 1,19 / 100,00   | -    |
|                         | Partido Socialista Revolucionário | 57    | 1,06 / 100,00   | 0,18 |
|                         | Outros                            | 84    | 1,56 / 100,00   |      |
| Votos Inválidos         | Votos Inválidos                   | 210   | 3,90 / 100,00   | 0,74 |
| Total                   | Total                             | 5 382 | 100,00 / 100,00 |      |
| Eleitorado/Participação | Eleitorado/Participação           | 6 515 | 82,61 / 100,00  | 2,56 |

### Vimioso
| Partido                 | Partido                           | Votos | %               | +/-  |
| ----------------------- | --------------------------------- | ----- | --------------- | ---- |
|                         | Aliança Democrática               | 3 198 | 71,87 / 100,00  | 8,18 |
|                         | Frente Republicana e Socialista   | 669   | 15,03 / 100,00  | 1,83 |
|                         | Aliança Povo Unido                | 124   | 2,79 / 100,00   | 2,03 |
|                         | Partido Socialista Revolucionário | 55    | 1,24 / 100,00   | 0,24 |
|                         | POUS-PST                          | 51    | 1,15 / 100,00   | -    |
|                         | PCTP/MRPP                         | 49    | 1,10 / 100,00   | 0,12 |
|                         | Outros                            | 111   | 2,50 / 100,00   |      |
| Votos Inválidos         | Votos Inválidos                   | 193   | 4,34 / 100,00   | 2,62 |
| Total                   | Total                             | 4 450 | 100,00 / 100,00 |      |
| Eleitorado/Participação | Eleitorado/Participação           | 5 712 | 77,91 / 100,00  | 4,05 |

### Vinhais
| Partido                 | Partido                           | Votos  | %               | +/-  |
| ----------------------- | --------------------------------- | ------ | --------------- | ---- |
|                         | Aliança Democrática               | 5 921  | 67,33 / 100,00  | 8,52 |
|                         | Frente Republicana e Socialista   | 1 539  | 17,50 / 100,00  | 5,79 |
|                         | Aliança Povo Unido                | 419    | 4,76 / 100,00   | 0,88 |
|                         | POUS-PST                          | 138    | 1,57 / 100,00   | -    |
|                         | Partido Socialista Revolucionário | 123    | 1,40 / 100,00   | 0,36 |
|                         | Outros                            | 289    | 3,28 / 100,00   |      |
| Votos Inválidos         | Votos Inválidos                   | 365    | 4,15 / 100,00   | 0,57 |
| Total                   | Total                             | 8 794  | 100,00 / 100,00 |      |
| Eleitorado/Participação | Eleitorado/Participação           | 11 628 | 75,63 / 100,00  | 6,06 |